# Шееголов большой
Шееголов большой, или крестоносец большой (лат. Panagaeus cruxmajor) — вид жужелиц из подсемейства  Harpalinae.

## Описание
Жук длиной от 7,5 до 9 мм. Тело волосистое, чёрное с четырьмя рыжими или жёлтыми пятнами на надкрыльях. Как следует из названия «крестоносец большой» надкрылья имеют узор в виде креста.
Переднеспинка поперечная, немного уже надкрылий, точки на ней грубые и густые. Пятна надкрылий обычно соединены по краю красной каймой; иногда задние пятна отделены от края; редко пятна сливаются между собой.

## Распространение
Распространён, преимущественно, на юге и востоке Европы, затем на севере и юге Британских островов и южной части Скандинавского полуострова. Также встречается в Северной Африке,в Малой Азии и на восток Сибири до Амура.

## Экология и местообитания
Любит влажную местность и встречается возле стоячей или медленно текущей воды, в особенности с богатой растительностью.